# HMS Victoria (1887)
Pour les autres navires du même nom, voir HMS Victoria et HMS Renown.
Le HMS Victoria est un cuirassé de la classe du même nom entré en service dans la Royal Navy en 1890. Le 22 juin 1893, il entre en collision avec le HMS Camperdown au large de Tripoli (Liban), emportant 358 personnes avec lui, dont le vice-amiral George Tryon commandant la Mediterranean Fleet.

## Conception
Le Victoria est construit à une époque où les innovations sont de mise dans la conception de navires. Le navire aurait dû s'appeler Renown, mais le nom est changé peu avant la célébration du Jubilé d'or de la reine Victoria, qui a lieu l'année de lancement du cuirassé. Lors de celui-ci, le Victoria est vanté comme étant le plus puissant et le plus rapide des cuirassés en service, possédant le meilleur blindage, les canons les plus puissants, etc. Cependant, dans la pratique, sa conception se révèle être moins convaincante. Le Victoria et son navire jumeau le Sans Pareil sont ainsi surnommés « la paire de pantoufles » (the pair of slippers), à cause de la tendance qu'a leur gaillard d'avant à disparaître de la vue même sur une mer calme.

## Histoire

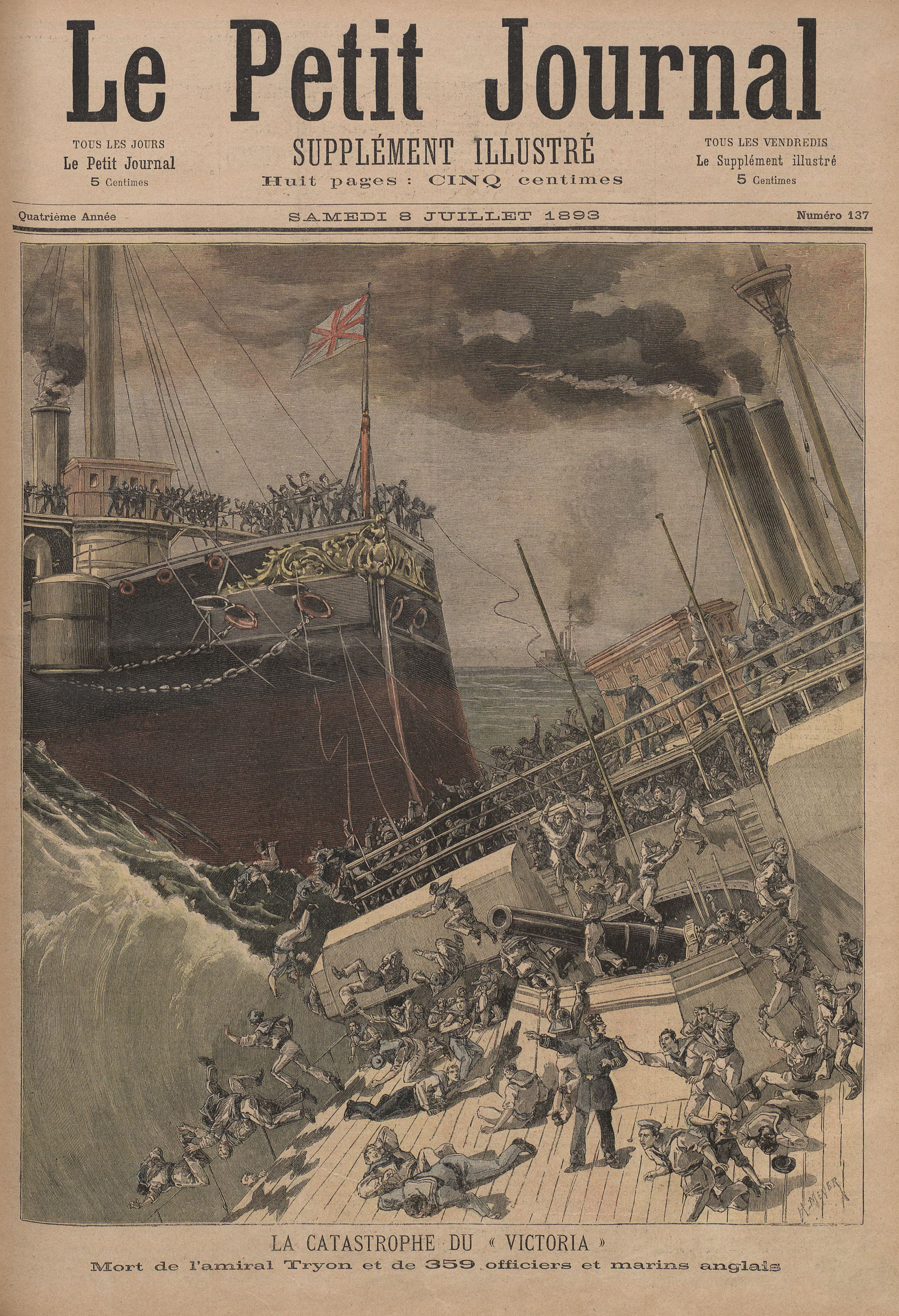
Illustration de la catastrophe en une du Petit Journal.

Environ deux ans avant son naufrage, le Victoria avait déjà connu un accident majeur. En effet, il s’échoua dans le golfe de Patras. On eut de grandes difficultés à le remettre à flot.
Le 22 juin 1893, le Victoria  est en mer Méditerranée avec la Mediterranean Fleet. Lors d'une manœuvre, celui-ci, navire amiral du vice-amiral Sir George Tryon (commandant en chef de l'escadre de la Méditerranée), et le HMS Camperdown, commandé par le contre-amiral Markham, sont chacun à la tête d'une colonne. Le vice-amiral ordonne alors aux deux colonnes de faire demi-tour, la colonne de gauche vers tribord et la colonne de droite vers bâbord. Cependant, les deux colonnes sont très proches l'une de l'autre, et l'ordre est mal compris de part et d'autre. Le Camperdown vient alors éperonner le Victoria sous la ligne de flottaison, malgré l'inversion de la vapeur de part et d'autre. Lorsqu'il réussit à faire marche arrière, l'eau s'engouffre dans le trou béant laissé par l'éperon. Treize minutes plus tard, le Victoria chavire, entraînant avec lui 358 hommes, parmi lesquels le vice-amiral Tryon. Parmi les hommes sauvés par les navires alentour, John Jellicoe, futur First Sea Lord de la Royal Navy durant la Première Guerre mondiale.

## Conséquences du naufrage
L'amiral Tryon était un tacticien et un manœuvrier réputé, considéré comme un des meilleurs du haut état-major de la Royal Navy : le fait  qu'il ait délibérément ordonné un écart de six encablures entre les deux colonnes de cuirassés (alors que la somme de leurs diamètres minimaux de giration était d'un peu plus de huit) et même réprimandé par pavillons le contre-amiral Markham (qui menait la seconde colonne sur le Camperdown et hésitait à lancer la manœuvre fatale) a fait couler beaucoup d'encre et déclenché bien des spéculations[réf. nécessaire].

## Dans la culture populaire
Avec un humour tout britannique, l'historien naval Richard Hough (en) y a consacré un livre intitulé Admirals in collision, référence ironique au livre très controversé du pseudo-astrophysicien Immanuel Velikovsky Worlds in Collision.
Cet accident a aussi inspiré une séquence culte du film Noblesse oblige, une comédie grinçante des studios d'Ealing où on voit le très têtu amiral Horatio d'Ascoyne (incarné par Alec Guinness, comme les sept autres membres de la lignée des ducs d'Ascoyne) se noyer au garde à vous après avoir déclenché un accident rigoureusement identique à l'abordage du Victoria, épargnant ainsi au héros de l'histoire, Louis Mazzini d'Ascoyne (Dennis Price), la peine de trouver un moyen de l'assassiner.

## Épave duVictoria
L'épave a été retrouvée le 22 août 2004 par Christian Francis, directeur import-export libanais assisté du plongeur britannique Mark Ellyatt (en). Ils ont plongé à la position indiquée page 19 de la décision de la cour martiale enquêtant sur le naufrage. L'épave est dans une position insolite, plantée à la verticale dans le sédiment marin avec la poupe (portant les logements de l'Amiral) et les hélices à plusieurs dizaines de mètres au-dessus du fond, (la seule autre épave connue à être dans cette position est celle du monitor russe Russalka en mer Baltique). Ce n'est pas une coïncidence : les deux navires étaient armés d'une unique tourelle extrêmement lourde à l'avant (ce qui explique leur tendance à enfourner), ce qui a dans les deux cas fait couler le navire verticalement en le plantant littéralement dans le fond de la mer.